# Gieorgij Bejnar
Gieorgij Aleksandrowicz Bejnar, ros. Георгий Александрович Бейнар (ur. 28 października 1892 r., zm. 15 lutego 1943 r. w rejonie Kosowskiej Mitrowicy) – rosyjski wojskowy (podpułkownik), emigrant, oficer Rosyjskiego Korpusu Ochronnego podczas II wojny światowej.
Brał udział w I wojnie światowej. Służył w stopniu podporucznika, a następnie porucznika w 148 Kaspijskim Pułku Piechoty. Na pocz. września 1915 r. odznaczono go Orderem Św. Jerzego 4 klasy. Na pocz. 1918 r. wstąpił do nowo formowanych wojsk Białych gen. Antona I. Denikina. Służył w Dywizji Markowskiej. W poł. listopada 1920 r. wraz z wojskami Białych został ewakuowany z Krymu do Gallipoli. Pod koniec grudnia tego roku w stopniu kapitana objął dowództwo oddziału karabinów maszynowych Pułku Markowskiego w obozie dla internowanych na półwyspie Gallipoli. Na emigracji zamieszkał w Bułgarii. W 1925 r. awansowano go do stopnia podpułkownika. Po zajęciu Jugosławii przez wojska niemieckie w kwietniu 1941 r., wstąpił do nowo formowanego Rosyjskiego Korpusu Ochronnego. Podczas walk z komunistyczną partyzantką w Kosowie został wzięty do niewoli. 15 lutego 1943 r. popełnił samobójstwo.